# Rivolta del conte di Moray
La rivolta del conte di Moray fu una rivolta condotta da James Stewart, I conte di Moray, contro la sua sorellastra, Maria Stuarda, regina di Scozia, il 26 agosto 1565, a causa del suo matrimonio con Henry Stuart, lord Darnley. I ribelli dichiararono di agire per conto ed in nome del governo e perché la religione riformata potesse trionfare anche nel regno di Scozia. Dal momento che le forze ribelli e governative si mossero in lungo e in largo in Scozia senza di fatto scontrarsi, il conflitto divenne anche noto come "raid dell'inseguimento". Le forze della regina Maria erano superiori e pertanto alla fine i ribelli dovettero ripiegare in Inghilterra dove li attendeva la regina Elisabetta che li aveva sostenuti segretamente.

## Antefatto
Vi era il timore che il matrimonio tra la regina Maria e lord Darnley potesse segnare un imminente ritorno al cattolicesimo in Scozia. Il conte di Moray si dichiarò pronto a lottare per mantenere "la vera religione", ovvero quella riformata che egli supportava con tutte le sue forze.
La fazione di nobili che si aggregò a Moray includeva anche il duca di Châtelherault, i conti di Argyll, Glencairn e Rothes, e diversi altri aristocratici di Fife e dell'Ayrshire. Ottenne anche il supporto di John Knox. Il gruppo si radunò a Glasgow nel luglio del 1565 ed il duca e i conti si ritrovarono al castello di Dunoon presso Argyll nell'agosto di quello stesso anno.

## La rivolta
Nicolas Elphinstone dichiarò di aver radunato la somma di 10 000 sterline dall'Inghilterra per lo scoppio di una rivolta in Scozia. Maria lasciò Holyroodhouse alla volta di Linlithgow e poi di Stirling il 26 agosto 1565 e si portò infine a Glasgow per confrontarsi coi suoi avversari, seguita dalla propria artiglieria diretta da John Chisholm che ottenne fondi a sostegno della causa regia dal comune di Edimburgo dopo che la regina gli ebbe promesso i diritti sull'importantissimo porto di Leith. Il controllore dello scacchiere scozzese, John Wishart di Pitarrow, si era schierato coi rivoltosi ed era stato pertanto rimpiazzato con William Murray di Tullibardine. Il Prevosto di Edimburgo venne anch'egli rimosso dal suo incarico e Simon Preston di Craigmillar, amico personale della sovrana, venne spostato al suo posto. Maria restaurò ai suoi onori lord Gordon come conte di Huntly per assicurarsi il suo supporto nella lotta contro gli anglicani.
Il diplomatico inglese Thomas Randolph riportò nei suoi scritti, seppur scettico, che Maria portasse sempre con sé una pistola e che fosse sempre seguita da una e una sola dama di compagnia. Darnley indossava un "semplice corsetto" mentre il resto dell'esercito indossava delle jacks of plate come era in uso in Scozia.
I ribelli lasciarono Hamilton e le forze della regina Maria si posero ad inseguirli, ma diversi annegarono in un'alluvione che li colpì lungo la strada per Callendar. Il 31 agosto, il conte di Moray ed i suoi sostenitori giunsero ad Edimburgo con 1000-1200 uomini al seguito, anche se secondo la relazione di Thomas Randolph difficilmente queste forze avrebbero potuto battere quelle governative in quanto mancavano di archibugieri. Il castello di Edimburgo era rimasto fedele alla causa regia ed iniziò ad aprire il fuoco sui ribelli in città.
I ribelli dovettero lasciare Edimburgo e Maria poté fare ritorno nella capitale scozzese da Glasgow all'inizio di settembre, ritirandosi poi al castello di Stirling. Si portò in visita a Glasgow l'8 settembre ed il 9 raggiunse St Andrews assicurandosi la fedeltà del castello di Campbell e del castello di Lochleven lungo il percorso. Si portò quindi a Dundee ed a Perth per poi tornare a Glasgow. I ribelli del conte di Moray si ritirarono a Dumfries. Il 10 settembre inviarono Robert Melville a chiedere alla regina Elisabetta I d'Inghilterra cannoni, soldi, truppe e supporto per lord Scrope che si trovava a Carlisle, e assistenza navale.
La nave inglese The Aide, capitanata da Anthony Jenkinson, giunse nelle acque scozzesi il 25 settembre, ma venne bombardata dai cannoni di Inchkeith e dovette far ritorno a Berwick-upon-Tweed. Jenkynson intendeva impedire che lord Seton potesse giungere con ulteriori munizioni per l'esercito di Maria Stuarda dalla Francia, tradizionale alleata del regno scozzese. Il conte di Moray non riuscì però a radunare altri sostenitori e la regina Maria riuscì facilmente a schiacciare la sua rivolta, costringendolo all'esilio.

## Il conte di Moray in Inghilterra
I ribelli attraversarono il confine tra Scozia e Inghilterra all'altezza di Carlisle, e quindi fecero rotta verso Newcastle upon Tyne. Il conte di Moray decise di portasi a Londra, spostandosi intanto a Royston, nell'Hertfordshire, dove lo raggiunse una lettera di Elisabetta I d'Inghilterra che lo invitava a fermarsi dal momento che la sua persona non era gradita a corte, come del resto tutti i suoi ribelli. Ottenne comunque di essere portato a Westminster il 23 ottobre 1565 per spiegare la propria situazione ad Elisabetta ed agli ambasciatori francesi intervenuti per l'occasione.
Il conte di Moray sperava inoltre che sua moglie Agnes, incinta, potesse raggiungerlo in Inghilterra, ma per sicurezza rimase invece a St Andrews dove mise alla luce la loro primogenita, Elizabeth, poi nominata contessa di Moray.
Il conte di Moray rimase in Inghilterra, a Newcastle, per tutto l'inverno ed ottenne di poter tornare in Scozia il 10 marzo 1566. La regina Maria, infatti, l'aveva convocato a processo. Il conte di Moray si riconciliò con Maria e venne riammesso nel consiglio privato scozzese il 29 aprile 1566.